# Michael Rowitz
Michael Rowitz (* 26. März 1967 in Frankfurt am Main) ist ein deutscher Regisseur.
Rowitz war seit Mitte der 1980er Jahre als Regie-Assistent tätig. Mit mehreren Folgen der Krimiserie Der König wurde er ab 1996 selbst zum Regisseur, überwiegend im Bereich Fernsehen.
Rowitz ist Mitglied im Bundesverband Regie (BVR).

## Filmografie (Auswahl)
- 1996: Der König (Fernsehserie, 7 Folgen)
- 1997: Klassenziel Mord (Teacher’s Pet)
- 1998: Gigolo – Bei Anruf Liebe
- 1998: Der Kuss des Killers
- 1999: Ein Mann wie eine Waffe
- 2000: Der Runner
- 2000: Die Nacht der Engel
- 2001: Lenya – Die größte Kriegerin aller Zeiten
- 2002: Herz oder Knete
- 2006: Stunde der Entscheidung
- 2007: Ich leih’ mir eine Familie
- 2007: Der geheimnisvolle Schwiegersohn
- 2008: Das Wunder von Loch Ness
- 2012: Rat mal, wer zur Hochzeit kommt
- 2013: Nach all den Jahren
- 2014: Nichts für Feiglinge
- 2014: Mit Burnout durch den Wald
- 2016: Hotel Heidelberg: Kramer gegen Kramer
- 2016: Hotel Heidelberg: Kommen und Gehen
- 2016: Das beste Stück vom Braten
- 2018–2020: Dennstein & Schwarz (Fernsehfilmreihe)
  - 2018: Sterben macht Erben
  - 2019: Pro bono, was sonst!
  - 2020: Rufmord
- 2023: Da hilft nur beten!
- 2024: Für immer Sommer – Ein neues Leben
- 2024: Für immer Sommer – Enthüllungen